# バクザン駅
バクザン駅(ベトナム語：Ga Bắc Giang / 𥩤北江?)はベトナムバクザン省のバクザンに位置するベトナム鉄道の駅である。標準軌（1,435mm）およびメーターゲージ（1,000mm）の両方の列車が乗り入れ、南寧駅から乗り入れるT8701/8702次列車の停車駅にもなっている。

## 利用可能な路線
ベトナム鉄道
ハノイ・ドンダン線

## 隣の駅
ベトナム鉄道
ハノイ・ドンダン線
センホ駅 - バクザン駅 - フォーチャン駅